# La campana sommersa
La campana sommersa (La cloche engloutie) P 152 est un opéra en 4 actes d'Ottorino Respighi sur un livret de Claudio Guastalla basé sur la comédie Die versunkene Glocke de l'allemand Gerhart Hauptmann. 
Respighi a terminé le premier acte à Rome le 22 juillet 1926, le second acte à Abetone le 4 août 1926, le dernier acte à Rome le 29 mars 1927.
La première représentation a eu lieu au Stadttheater de Hambourg, en version allemande le 12 novembre 1927. L'éditeur de Respighi, Ricordi, n'était pas d'accord avec le choix du sujet, et a refusé de publier l'œuvre, de sorte qu'elle a été publiée à Berlin en 1927 par l'éditeur allemand Bote & Bock et que la première a eu lieu en Allemagne.
Le monde de conte de fées créé par Hauptmann a inspiré Respighi et l'a conduit à créer une partition d'opéra richement orchestrée et imaginative, qui rappelle souvent à l'auditeur ses célèbres poèmes symphoniques. Comme l'anti-héros de l'opéra, Enrico, est un fabricant de cloches, la musique de Respighi est remplie de carillons et d'effets de cloches.

## Rôles
| Rôles                                            | Voix         | Création, le 18 novembre 1927 chef d'orchestre:Werner Wolff (en) |
| ------------------------------------------------ | ------------ | ---------------------------------------------------------------- |
| Rautendelein, une elfe                           | soprano      | Gertrud Callam                                                   |
| Ondino, un esprit des eaux                       | baryton      | Josef Degler                                                     |
| Un faune                                         | ténor        | Paul Schwartz                                                    |
| Enrico, un fabricant de cloches                  | ténor        | Gunnar Graarud                                                   |
| Une vieille sorcière, grand-mère de Rautendelein | soprano      | Sabine Kalter                                                    |
| Un prêtre                                        | basse        | Rudolf Bockelmann                                                |
| Un maître d'école                                | baryton      | Herbert Taubert                                                  |
| Un barbier                                       | baryton      | Karl Wasehmann                                                   |
| Magda, épouse d'Enrico                           | soprano      |                                                                  |
| Les spectres des deux fils d'Enrico              | rôles parlés |                                                                  |

## Intrigue

### Acte 1
Le fabricant de cloches Enrico a construit une cloche pour une nouvelle église, mais le Faune l'a précipitée au fond d'un lac. Enrico est désespéré et l'ondine Rautendelein éprouve de la compassion pour lui. Rautendelein décide d'aller dans le monde des humains, et Ondino tente en vain de la dissuader.

### Acte 2
Enrico est accablé par le malheur, et son épouse Magda désespère qu'il puisse recommencer à travailler à nouveau. Mais Rautendelein, sous la forme d'une petite fille que l'on croit muette, est introduite par le prêtre dans la famille pour aider Magda, et réussit par la magie à rendre à Enrico force et confiance en lui.

### Acte 3
L'amour est né entre Rautendelein et Enrico. Enrico a abandonné Magda et même a l'intention de fonder une nouvelle religion, pour laquelle il conçoit un temple. En vain le prêtre essaie de l'en dissuader: «C'est plus facile que de sonner la cloche immergée au fond du lac», répond Enrico. Mais plus tard, Enrico apprend que Magda, désespérée, s'est suicidée en sautant dans le lac. Lorsque ses enfants annoncent le malheur, le tintement de la cloche se fait entendre au fond de l'eau. Enrico, horrifié, abandonne Rautendelein.

### Acte 4
Désespérée, Rautendelein a disparu dans une source et est maintenant l'épouse d'Ondino. Enrico est désormais proche de la fin de sa vie: une sorcière satisfait son désir de revoir Rautendelein, qui lui apparaît « blanche comme l'ange de la mort ». Au début, elle feint de ne pas le reconnaître, puis répond à ses prières, l'embrasse et l'aide doucement à mourir.

## Instrumentation
| Instrumentation de La campana sommersa                                                     |
| Cordes                                                                                     |
| premiers violons, seconds violons, altos, violoncelles, contrebasses, harpe                |
| Bois                                                                                       |
| 1 piccolo 3 flûtes, 2 hautbois, 1 cor anglais 2 clarinettes, 1 clarinette basse, 2 bassons |
| Cuivres                                                                                    |
| 4 cors, 3 trompettes, 2 trombones ténor,, 1 trombone basse, 1 tuba                         |
| Percussions                                                                                |
| timbales, grosse caisse, triangle, cymbales, carillon tubulaire, tambour basque, xylophone |
| Claviers                                                                                   |
| célesta                                                                                    |

## Discographie
- 1956 : Margherita Carosio (Rautendelein), Rina Malatrasi (Magda), Umberto Borsò (Enrico), Tommaso Frascati (Il Fauno), Orchestre et Chœur de la RAI de Milan. Chef d'orchestre Franco Capuana. Great Opera Performances[1]
- 2003 : Laura Aikin (de) (Rautendelein), Alessandra Rezza (Magda), John Daszak (Enrico), Kevin Connors (Il Fauno), Orchestre National de Montpellier et Chœur Opéra Junior. Chef d'orchestre Friedemann Layer. Accord. 476 1884 (Enregistré en 2003 au festival de Montpellier)[2]